# ميشيل كالفو بيدريرا
ميشيل كالفو بيدريرا (بالإسبانية: Michelle Calvó)‏ (مدريد 19 سبتمبر 1991) هي ممثلة إسبانية معروفة بدور كإيلي في فيلم نادي سوء الفهم ولعبت شخصية صوفيا كونتريراس في عمار إلى الأبد كما إنها شاركت بدور بولا كامبيو في مسلسل أسرار الدولة المعروف في الوطن العربي باسم خفايا الكبار.

## السيرة
ميشيل كالفو، ولدت في مدريد وترعرعت في تينيريفي. درست في مدرسة خوان كودينا للممثلين وأجرت لاحقًا دورات تدريبية في مجال التمثيل مع الممثلين جوان ليون، وجوردي فراديس، وإيفا ليرا، ويولاندا سيرانو، وأندريس كوينكا، وألفارو هارو. وفي الآونة الأخيرة أنهت دورة تدريبية في التمثيل السمعي والبصري مع سارة توريس. انضمت لمدة خمس سنوات إلى فرقة المسرح في مدرسة الفنون الجميلة في تينيريفي.
قامت ميشيل بأدوار استعراضية في مسلسل توليدو كانت عبور الوجهات. و شاركت في العديد من مقاطع الفيديو والأفلام القصيرة مثل كانديلا و التي حصلت من خلالها على جائزة أفضل أداء وجائزة الجمهور في مهرجان Ibicine. في وقت لاحق من عام 2015 انضمت مع بطل الرواية في عمار إلى الأبد لموسمه الرابع. في 2019 شاركت في مسلسل أسرار الدولة المعروف عربيآ باسم خفايا الكبار.

## وصلات خارجية
- ميشيل كالفو بيدريرا على موقع IMDb (الإنجليزية)
- ميشيل كالفو بيدريرا على موقع قاعدة بيانات الفيلم (الإنجليزية)